# Сивороги (Львівський район)
Сиворо́ги — село в Україні, в Львівському районі Львівської області. Населення становить 125 осіб. Орган місцевого самоврядування - Перемишлянська міська рада.

## Географія
Селом тече струмок Добрий і впадає у річку Гнилу Липу.

## Історія
До 1927 року село було хутором — адміністративною частиною с Лагодова. 1 січня 1927 р. вилучена частина сільської гміни Лагодів Перемишлянського повіту Тарнопольського воєводства і з неї утворена самоврядна гміна Сивороги.
1929 р місцеві українці, (52 особи з 380 жителів- решту поляки) побудували греко — католицьку церкву. Будівництво відбувалося швидкими темпами. Польська газета (Ilustrowany Kuryer Codzienny R.20, nr 263(28. 09. 1929) писала що «церква з'явилася за одну ніч». Ініціатором будівництва був о. О. Ковч.
У 1930 році у Сиворогах з'явився перший радіоприймач. Техніка була придбана за сприяння жителя села Бедрія. Апаратуру придбали для потреб місцевої читальні. Прослуховування радіопередач мало згуртовувати місцевих жителів.- Ilustrowany Kuryer Codzienny R.21, nr 82 (28 marca 1930)
На 1 січня 1939-го в селі із 470 жителів було 110 українців-грекокатоликів, 330 українців-латинників і 30 поляків.
В 1949р в селі оргонізовується колгосп

#### Боротьба ОУН-УПА проти комунізму.
В листопаді 1945р в селі Сивороги перебував рій УПА мухи. За 4 ночі повстанці побудували сокі кілька криївок. Одна із криївок була в господарстві Василя Капелюха. 4 грудня 1945 року НКВС виявило криївку, командир «Муха» був захоплений НКВС. Після захоплення «Мухи», командиром відділу призначено Арсена Камінського -«Морозенка», який разом з 5 бійцями діяв в районі села Сивороги до травнЯ 1946 р.

#### Археологічні пам'ятки села
1. Селище-І.Розташоване за 750—800 м на південь від церкви.
2. Селище-ІІ.Розташоване за 650—700 м на схід від церкви
3. Селище-ІІІ.Розташоване за 200—300 м на схід від південно — східної частини села.
4. Селище-IV. Розташоване у південно — східній частині села.Значна частина пам'ятки перебуває під забудовою.
5. Селище -V.Пам'ятка знаходиться у центральній частині села, за 100—140 м на південь та південний схід від школи.
6. Селище -VI. Локалізоване на присадибних ділянках та під сільською забудовою за 350—400 м на північ від школи.
7. Селище — VII. Відкрите на пасовищі за 750—800 м на північ від школи.
8. Селище- VIII. Локалізоване на рільничих угіддях та під сучасною забудовою, за 250—350 м на північний захід від школи.
9. Селище-ІХ. Знаходиться на рільничих угіддях, за 200—260 м на північний захід від школи..
10. Археологічні дослідження в селі проводили в 2008 році співробітники інституту археології Львівського національного університету імені Івана Франка. (Наша спадщина № 4 2017р ст. 45-47)

## Населення

### Мова
Розподіл населення за рідною мовою за даними перепису 2001 року:
| Мова       | Кількість | Відсоток |
| ---------- | --------- | -------- |
| українська | 125       | 100%     |